# Courpalay
Courpalay ist eine französische Gemeinde mit 1.497 Einwohnern (Stand: 1. Januar 2022) im Département Seine-et-Marne in der Region Île-de-France. Sie gehört zum Arrondissement Provins und zum Kanton Fontenay-Trésigny (bis 2015: Kanton Rozay-en-Brie). Die Einwohner werden Courpaliens genannt.

## Geographie
Courpalay liegt etwa 55 Kilometer ostsüdöstlich von Paris am kleinen Fluss Yvron. Umgeben wird Courpalay von den Nachbargemeinden Bernay-Vilbert im Norden, La Chapelle-Iger im Osten, Gastins im Südosten, Quiers im Süden sowie Aubepierre-Ozouer-le-Repos im Westen.

## Bevölkerungsentwicklung
| Jahr                       | 1962 | 1968 | 1975 | 1982 | 1990 | 1999 | 2006 | 2017 |
| Einwohner                  | 716  | 723  | 637  | 655  | 1135 | 1269 | 1360 | 1323 |
| Quellen: Cassini und INSEE |      |      |      |      |      |      |      |      |

## Sehenswürdigkeiten
- Kirche Saint-Martin aus dem 13. Jahrhundert
- Schloss La Grange-Bléneau, Wehrhaus aus dem 14. Jahrhundert, seit 1942 Monument historique

Siehe auch: Liste der Monuments historiques in Courpalay

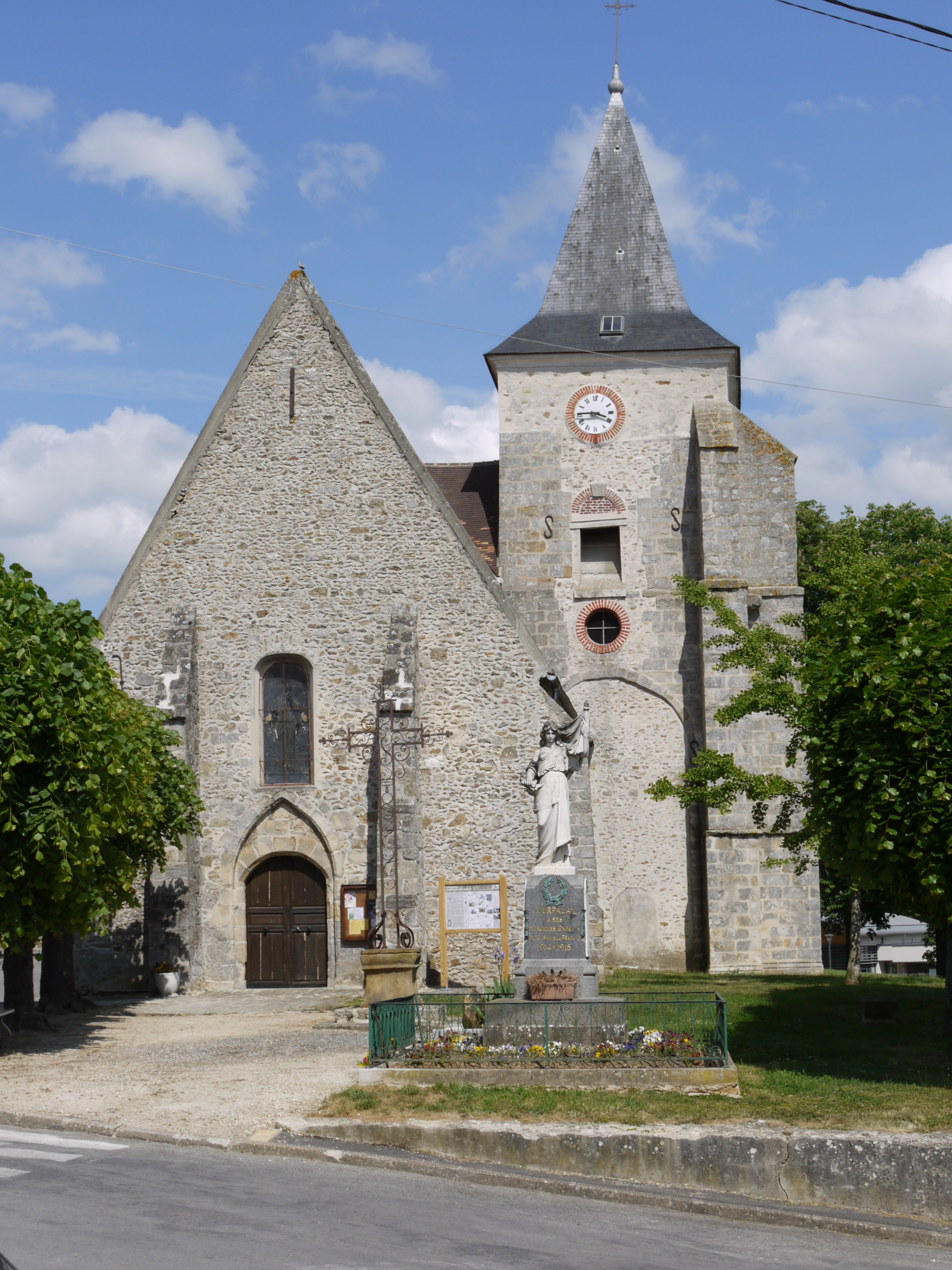
Kirche Saint-Martin
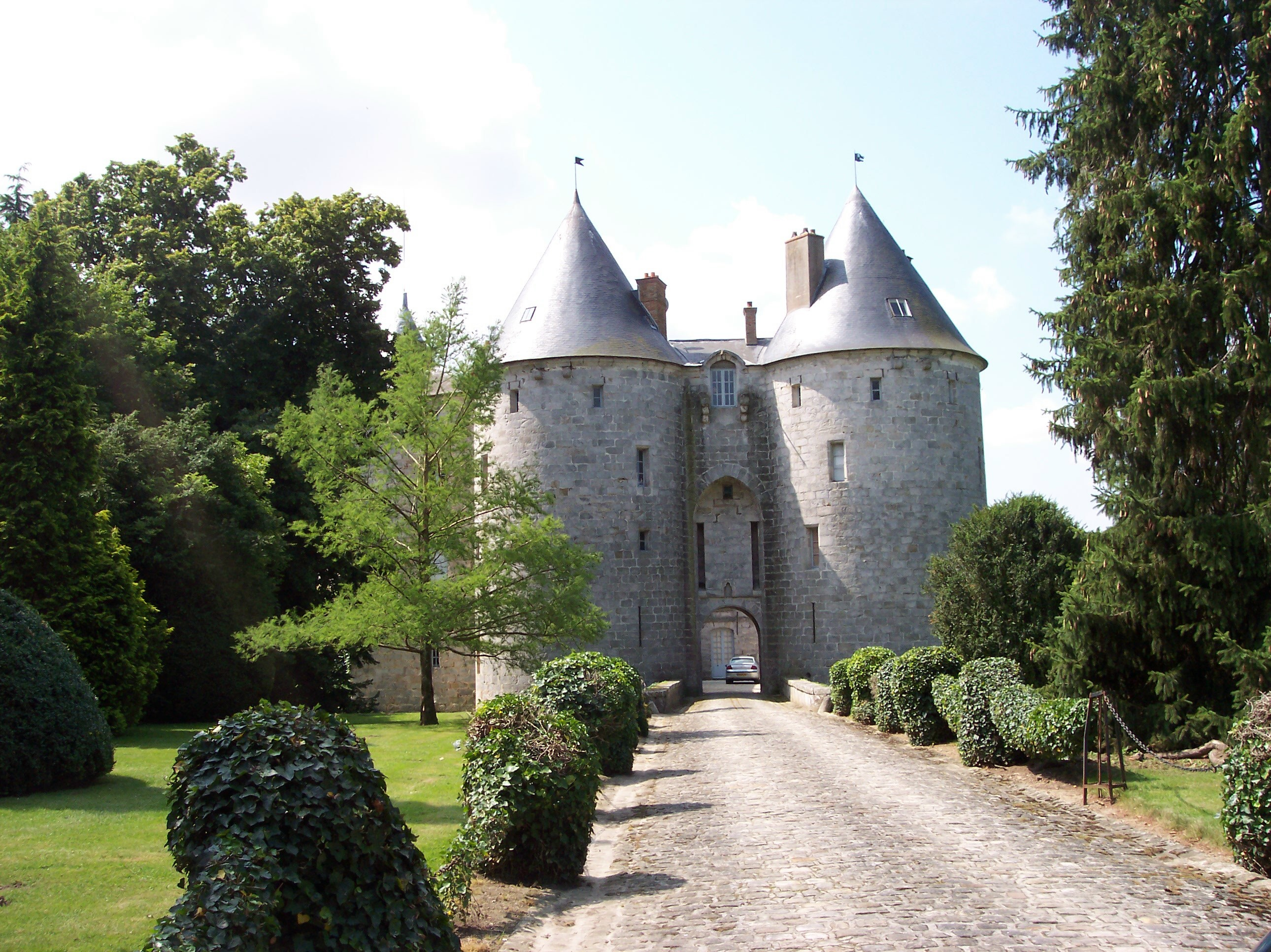
Schloss La Grange-Bléneau